# Nymphaster meseres
Nymphaster meseres är en sjöstjärneart som beskrevs av Fisher 1913. Nymphaster meseres ingår i släktet Nymphaster och familjen ledsjöstjärnor. Inga underarter finns listade i Catalogue of Life.